# Mitkasjärvi
Mitkasjärvi är en sjö i Finland. Den ligger i kommunen Sodankylä i landskapet Lappland, i den norra delen av landet, 800 km norr om huvudstaden Helsingfors. Mitkasjärvi ligger 179,9 meter över havet. Arean är 67,5 hektar och strandlinjen är 5,01 kilometer lång. Sjön  ingår i Kemi älvs huvudavrinningsområde.   Den ligger vid sjön Unari.